# ILBC
iLBC (internet Low Bitrate Codec) — это свободный от лицензионных отчислений кодек для голосовой связи через интернет. Кодек предназначен для узкополосных интернет-каналов, со скоростью передачи аудиосигнала (человеческой речи) 13.33 кбит/с при длине кадра в 30 мс или 15.20 кбит/с при 20 мс. Кодек iLBC позволяет добиться хорошего качества передачи аудиосигнала даже при некоторых искажениях, которые происходят в связи с потерей или задержкой пакетов.
iLBC описан в стандарте в RFC 3951. Это один из кодеков, который используется в WebRTC.

## Параметры и возможности
- Частота дискретизации 8 кГц/16 бит (160 отсчетов для 20-мс кадров, 240 отсчетов для 30-мс кадров)
- Управляемая реакция на потерю пакетов, задержки и джиттер
- Фиксированный битрейт (15.2 кбит/с для 20-мс кадров, 13.33 кбит/с для 30-мс кадров)
- Фиксированный размер кадра (304 бита в кадре для 20-мс кадров, 400 бит в кадре для 30-мс кадров)
- Обеспечивается устойчивость к потерям пакетов на уровне ИКМ со скрытием потерь пакетов, как в ITU-T G.711
- Загрузка процессора на уровне G.729a при более высоком качестве и лучшей реакции на потерю пакетов
- Лицензионная чистота и свобода от лицензионных отчислений
- Коммерческое использование исходного кода, предлагаемого GIPS, требует лицензирования
- Тестирование PSQM при идеальных условиях приводит к усредненной субъективной оценке (MOS) в 4.14 для iLBC (15.2 кбит/с), сравнимой с оценкой 4.45 для G.711 (Мю-закон)